# Powiat kętrzyński

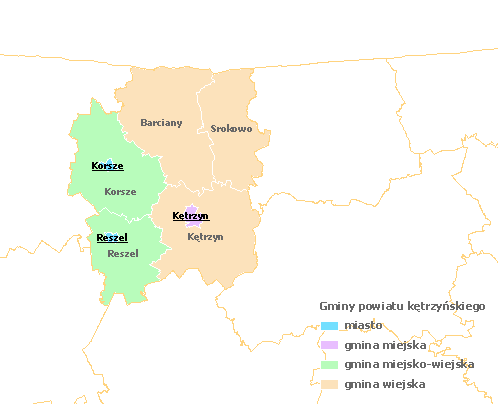
Gminy powiatu kętrzyńskiego

Powiat kętrzyński – powiat w Polsce (województwo warmińsko-mazurskie) utworzony w 1999 w ramach reformy administracyjnej. Jego siedzibą jest miasto Kętrzyn. Powiat od północy graniczy z obwodem królewieckim Federacji Rosyjskiej. Powierzchnia powiatu zajmuje obszar 1212,97 km², a teren ten zamieszkują 67 202 osoby.
W skład powiatu wchodzą:
- gminy miejskie: Kętrzyn
- gminy miejsko-wiejskie: Korsze, Reszel
- gminy wiejskie: Barciany, Kętrzyn, Srokowo
- miasta: Kętrzyn, Korsze, Reszel.

Według danych z 31 grudnia 2019 roku powiat zamieszkiwały 62 283 osoby. Natomiast według danych z 30 czerwca 2020 roku powiat zamieszkiwały 62 054 osoby.

## Demografia

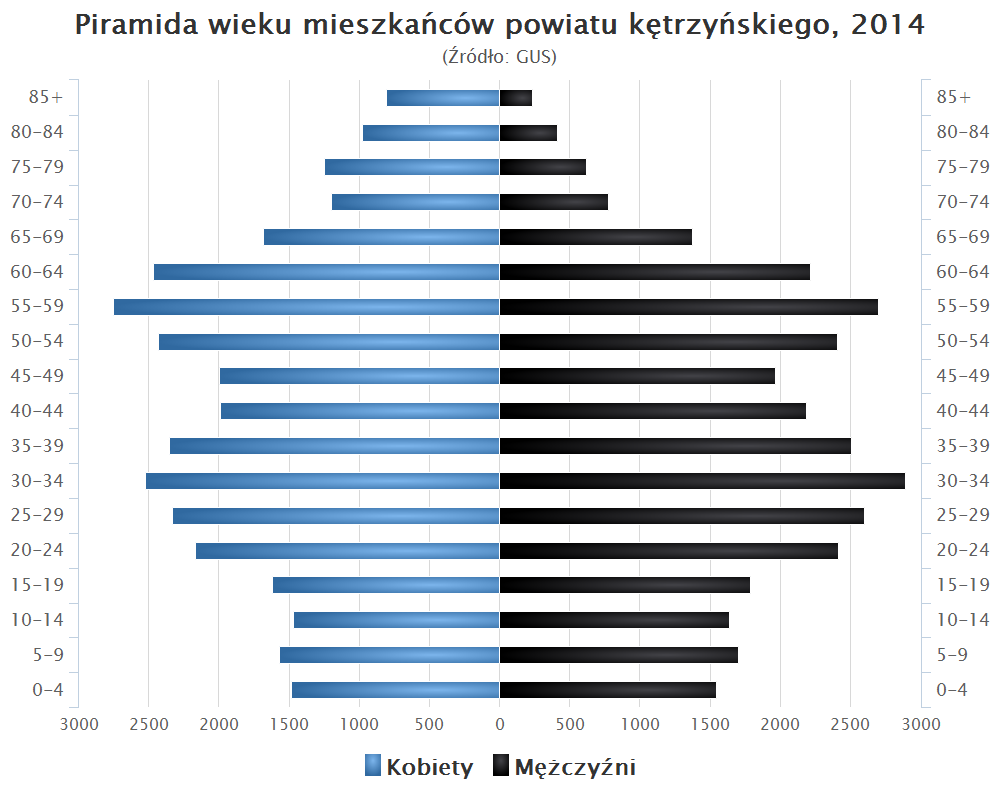
Piramida wieku mieszkańców powiatu kętrzyńskiego w 2014 roku

Liczba ludności (dane z 30 czerwca 2005):
|        | Ogółem | Ogółem | Kobiety | Kobiety | Mężczyźni | Mężczyźni |
| osób   | %      | osób   | %       | osób    | %         |           |
| ------ | ------ | ------ | ------- | ------- | --------- | --------- |
| Ogółem | 66 784 | 100    | 34 089  | 51,04   | 32 695    | 48,96     |
| Miasto | 38 159 | 57,14  | 19 953  | 29,88   | 18 206    | 27,26     |
| Wieś   | 28 625 | 42,86  | 14 136  | 21,17   | 14 489    | 21,70     |

▶Wieś vs ▶miasto
Ogółem (▶k, ▶m)
Miasto (▶k, ▶m)
Wieś (▶k, ▶m)

### Ludność w latach
- 1960 – 53 100
- 1970 – 58 900

1975–1998 nie istniał
- 1999 – 71 243
- 2000 – 71 151
- 2001 – 70 820
- 2002 – 67 596
- 2003 – 67 202
- 2004 – 67 000
- 2010 – 68 200
- 2020 – 67 900

## Gospodarka
Powiat kętrzyński posiada dobre warunki do produkcji rolniczej, rozwinięty przemysł oraz zabytki, obiekty krajoznawcze i warunki przyrodnicze do rozwoju usług turystycznych.

## Współpraca regionalna
| Region                         | Kraj    | Data podpisania umowy |
| ------------------------------ | ------- | --------------------- |
| Rejon Włodzimierz Wołyński     | Ukraina | 2004 r.               |
| Miasto Włodzimierz Wołyński    | Ukraina | 2004 r.               |
| Rejon Prawdinsk                | Rosja   | 2004 r.               |
| Miejski Okręg Miasta Królewiec | Rosja   | 2009 r.               |
| Rejon Solecznicki              | Litwa   | 2004 r.               |
| Gmina Gulbene                  | Łotwa   | 2004 r.               |

## Historia
Teren dzisiejszego powiatu kętrzyńskiego położony jest na obszarze historycznej Barcji. Pierwszy zachowany opis granic Barcji pochodzi z 1326 r., wykonany był w związku z podziałem tej krainy pomiędzy trzy krzyżackie komturstwa: w Bałdze, w Brandemburgu (Pokarminie) i w Królewcu.
Od początku XIV w. na obszarze zajmowanym głównie przez lasy, rozpoczęła się akcja osadnicza, realizowana przez Krzyżaków.
Początki akcji kolonizacyjnej zakonu krzyżackiego na terenie obecnego powiatu kętrzyńskiego datować można na czasy panowania Wielkich Mistrzów Wernera von Orseln (1324–1330) i Dietricha von Altenburg (1335–1341). W tym okresie założono zameczki i strażnice: Barten (Barciany) i Gierdawy (ob. Żeleznodorożnyj) obydwa w 1325 r., Leunenburg (Sątoczno) w 1326 r. i Rastenburg (Kętrzyn) w 1329 r. Wokół nich powstawały jedynie małe majątki rycerskie.
Ponowna krótkotrwała akcja osiedleńcza trwała od około 1350 r. do 1370 r. Oprócz warunków środowiska naturalnego dodatkową przeszkodą w kolonizacji terenów puszczańskich były liczne łupieżcze najazdy wojsk litewskich, z których największe miały miejsce w latach 1311, 1344 i 1345, 1347, 1366 (dwukrotnie) i w 1373. Po zawarciu pokoju z Litwą w 1398 r. nastąpiło znaczne ożywienie akcji osadniczej, która jednak ustała po 1410 r. Przyczyny tego można upatrywać zarówno w trudnych warunkach środowiska jak i w wojnach zakonu z Polską. Dało się wówczas zauważyć przenoszenie się osadników z terenów, które ominęły działania wojenne na lepsze grunty w opuszczonych wsiach. W tym okresie nastąpił wzrost wielkości lokowanych wsi i majątków rycerskich, wśród których były nadania wielkości od 60 do 120 włók (1000-2000 ha).
Duży wpływ na rozwój majątków ziemskich miał wybuch wojny trzynastoletniej (1453–1466) i przybycie na teren państwa zakonnego licznych przedstawicieli rycerskich rodów z terenu Niemiec. To właśnie w nadaniach ziemskich z okresu po zakończeniu wojny trzynastoletniej, upatrywać należy początków potęgi i znaczenia takich rodów pruskich związanych z regionem kętrzyńskim jak von Schlieben, von Rautter, von der Groeben, von Lehndorff, czy von Eulenburg. Dzięki tym nadaniom zdobyły one liczącą się pozycję wśród rodów pruskich, a ich przedstawiciele zajmowali wysokie stanowiska wojskowe i administracyjne w Prusach Zakonnych, w Prusach Książęcych, Koronie Polskiej, a później w Królestwie Prus.
Po II wojnie światowej 16 sierpnia 1945 nastąpiło wytyczenie granicy państwowej z obwodem królewieckim. 1 listopada 1945 po stronie polskiej powstały posterunki WOP. W sierpniu 1945 roku przeniesiona została siedziba powiatu gierdawskiego do Skandawy. Ekspozytyturę starostwa gierdawskiego zlikwidowano 30 listopada 1946. Obszar powiatu kętrzyńskiego powiększył się o pozostałą na polskiej stronie część zlikwidowanego powiatu gierdawskiego. Na przyłączonym do powiatu terenie, najdalej na północ położone są Asuny i Brzeźnica.

## Sąsiednie powiaty
- powiat węgorzewski
- powiat giżycki
- powiat mrągowski
- powiat olsztyński
- powiat bartoszycki